# Wardlow
Michael Wardlow (nascido em 19 de janeiro, 1988) é um lutador profissional americano que está atualmente assinado com a All Elite Wrestling (AEW), sob o nome Wardlow.
Michael Wardlow nasceu em Cleveland, Ohio. Ele tem experiência em boxe e jujutsu.

## Carreira na luta profissional

### Circuito independente (2014–2019)
Wardlow fez sua estreia em 15 de março de 2014 na American Revolution Wrestling, onde foi derrotado por Nickie Valentino. Nos anos seguintes, Wardlow começou a lutar em outras promoções, incluindo o International Wrestling Cartel (IWC). Em dezembro de 2016, Wardlow venceu seu primeiro campeonato de luta livre profissional, ao derrotar o RJ City para conquistar o vago Campeonato de Pesos Pesados do IWC. Mais tarde, ele ganhou esse título mais duas vezes. Ele ganhou o campeonato IWC Super Indy em março de 2019, mas perdeu para Josh Alexander em agosto daquele ano. Também em 2019, Wardlow ganhou o título mundial de Revenge Pro Wrestling.

### All Elite Wrestling (2019 - presente)
No pay-per-view All Out da All Elite Wrestling (AEW) em 31 de agosto de 2019, um pacote de vídeo foi ao ar, promovendo a estreia iminente de Wardlow. Wardlow fez sua estreia pela AEW no episódio de 13 de novembro do AEW Dynamite, atacando Cody . Ele então se alinharia com o rival de Cody, MJF, e se tornaria seu guarda-costas. Wardlow fez sua estreia num ringue da AEW em 19 de fevereiro de 2020 no episódio do Dynamite, onde perdeu para Cody em uma luta em uma jaula de aço.

## Campeonatos e conquistas
- Cartel de Wrestling Internacional
  - Campeonato IWC Super Indy (1 vez) [14]
  - IWC World Heavyweight Championship (3 vezes) [15]
- Pro Wrestling Illustrated
  - Classificado como n ° 397 dos 500 melhores lutadores no PWI 500 em 2020
- Revenge Pro Wrestling
  - Revenge Pro World Championship (1 vez) [16]